# Balabán (myslivost)

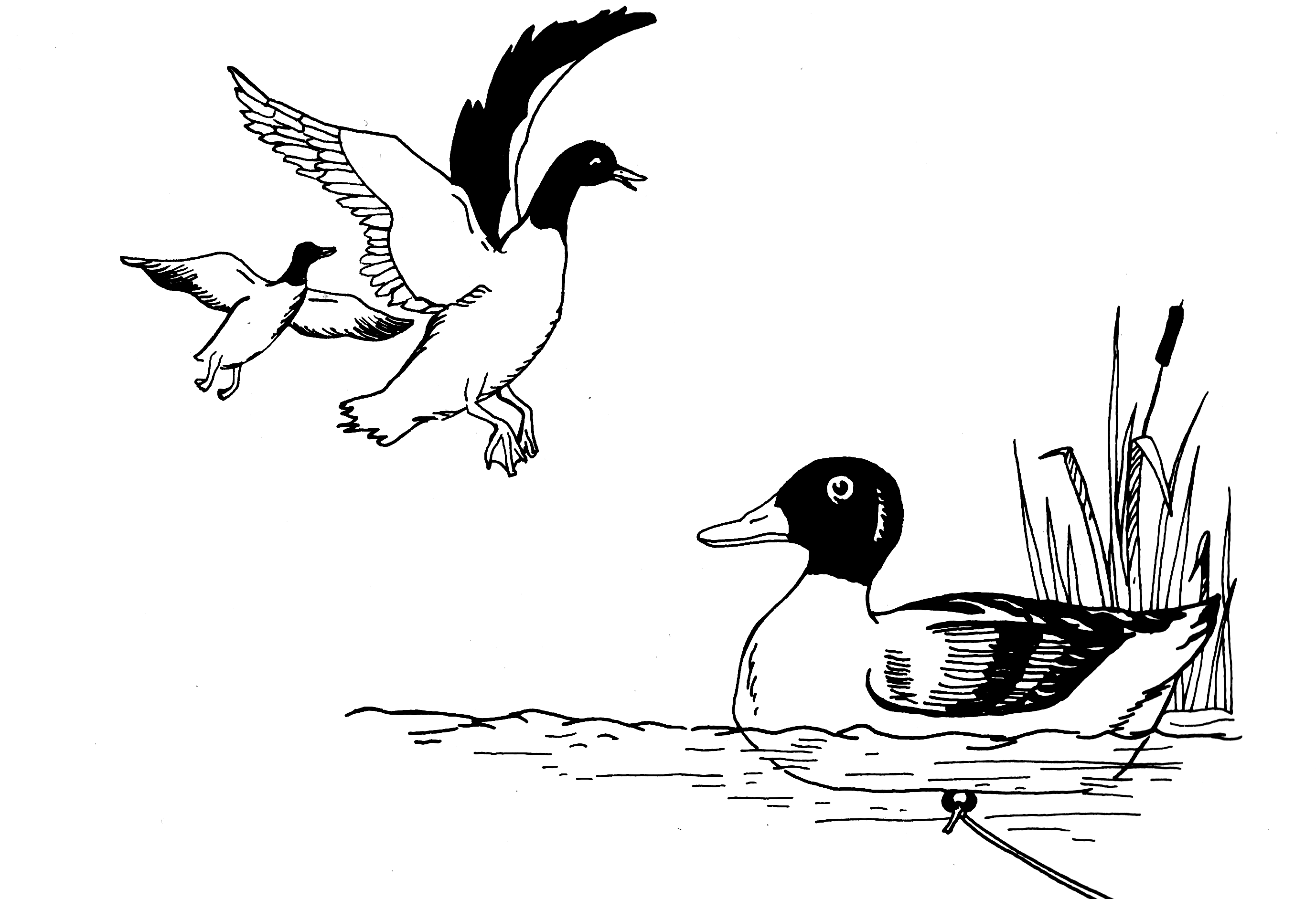
Balabán (kachna divoká)

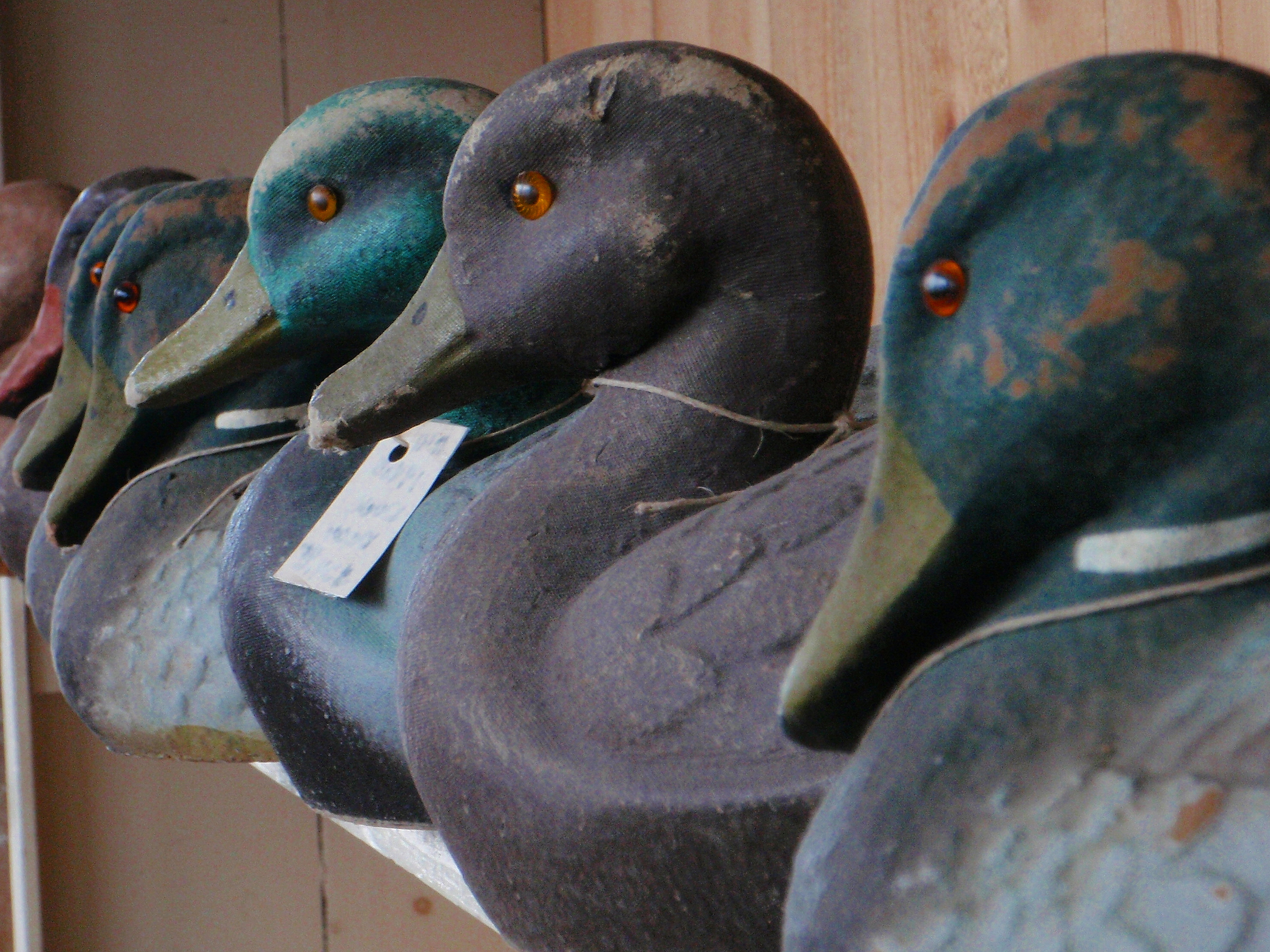
Balabáni

Balabán je v myslivosti nebo ve fotografii používaná imitace zvěře (většinou ptáka), který slouží k vábení zvířat (ptáků) stejného, popřípadě jiného druhu. Lze použít buď jeden balabán nebo několik, pokud se imituje hejno.
Jako balabán se používá samotná zvěř střelená či vycpaná, častěji však různé výrobky ze dřeva a z plastů.
V ČR se používá hlavně k lovu kachny divoké, holuba hřivnáče a vrány černé. Dříve se k lovu tetřívků často používal vycpaný tetřívek obecný.